# Chip Reese
David Edward "Chip" Reese  (Centerville, 28 de março de 1951 — 4 de Dezembro de 2007) foi um jogador profissional de pôquer dos Estados Unidos, considerado um dos melhores de todos os tempos.

## Braceletes da World Series of Poker
| Ano  | Preço de Inscrição (Buy-in) | Evento                | Prêmio (US$) |
| ---- | --------------------------- | --------------------- | ------------ |
| 1978 | $1,000                      | Seven-Card Stud Split | $19,200      |
| 1982 | $5,000                      | Limit Seven Card Stud | $92,500      |
| 2006 | $50,000                     | H.O.R.S.E.            | $1,784,640   |